# Großer Preis von Japan 2022
Der Große Preis von Japan 2022 (offiziell Formula 1 Honda Japanese Grand Prix 2022) fand am 9. Oktober auf dem Suzuka International Racing Course in Suzuka statt und war das 18. Rennen der Formel-1-Weltmeisterschaft 2022.

## Bericht

### Hintergründe
Nach dem Großen Preis von Singapur führte Max Verstappen in der Fahrerwertung mit 104 Punkten vor Charles Leclerc und mit 106 Punkten vor Sergio Pérez. In der Konstrukteurswertung führte Red Bull mit 137 Punkten vor Ferrari und mit 203 Punkten vor Mercedes.
Mit Lewis Hamilton (fünfmal), Sebastian Vettel (viermal), Fernando Alonso (zweimal) und Valtteri Bottas (einmal) traten vier ehemalige Sieger zu diesem Grand Prix an.
Als Rennkommissare für dieses Rennwochenende fungierten Garry Connelly (AUS), Felix Holter (DEU), Mika Salo (FIN) und Kazuhiro Tsuge (JPN).

### Training
Im ersten freien Training fuhr Alonso mit 1:42,248 Minuten die schnellste Runde vor Carlos Sainz jr. und Leclerc.
Das zweite Training gewann dann George Russell mit 1:41,935 Minuten, gefolgt von Hamilton und Sainz jr.
Im dritten freien Training setzte sich dann Hamilton mit 1:23,274 Minuten an die Spitze vor Verstappen und Bottas.

### Qualifying
Das Qualifying bestand aus drei Teilen mit einer Nettolaufzeit von 45 Minuten. Im ersten Qualifying-Segment (Q1) hatten die Fahrer 18 Minuten Zeit, um sich für das Rennen zu qualifizieren. Alle Fahrer, die im ersten Abschnitt eine Zeit erzielten, die maximal 107 Prozent der schnellsten Rundenzeit betrug, qualifizierten sich für den Grand Prix. Die besten 15 Fahrer erreichten den nächsten Teil. Verstappen war Schnellster. Im ersten Qualifying-Segment schieden beide Williams-Piloten, Pierre Gasly, Kevin Magnussen und Lance Stroll aus.
Der zweite Abschnitt (Q2) dauerte 15 Minuten. Die schnellsten zehn Piloten qualifizierten sich für den dritten Teil des Qualifyings. Leclerc war Schnellster. Mick Schumacher, beide Alfa-Romeo-Piloten, Yuki Tsunoda und Daniel Ricciardo schieden aus.
Der finale Abschnitt (Q3) ging über eine Zeit von zwölf Minuten, in denen die ersten zehn Startpositionen vergeben wurden. Verstappen fuhr mit einer Rundenzeit von 1:29,304 Minuten die Bestzeit vor Leclerc und Sainz jr.

### Rennen
Leclerc gelang es durch einen besseren Start kurzzeitig in Führung zu gehen, konnte aber direkt in den ersten beiden Kurven von Verstappen wieder überholt werden. Bei regennasser Strecke, auf der alle Fahrer zunächst mit Intermediates antraten, drehte sich Vettel in Kurve 1 nach einer Berührung mit Alonso und fiel auf den letzten Platz zurück. Sainz jr. fiel als erster aus, nachdem er, von dem starken Wassernebel seiner Sicht beraubt, in Kurve 11 über die Strecke rutschte, sich drehte und von der linken Streckenbegrenzung auf die Fahrbahn zurückgeworfen wurde. Einige Kurven später fiel Albon wegen eines Getriebeschadens aus.
Aufgrund der Wetterbedingungen und des Unfalls von Sainz jr. wurde zunächst das Safety-Car auf die Strecke geschickt und das Rennen eine Runde später mit der roten Flagge abgebrochen. Hier kam es zu einer kontroversen Situation: Gasly, der nach dem Unfall von Sainz jr. ein Werbebanner von der Strecke aufgenommen hatte, ist in die Box gefahren, um den Frontflügel und die Reifen zu wechseln. Zu dem Zeitpunkt, als er auf die Unfallstelle zufuhr, galt noch die gelbe Flagge, erst etwa hundert Meter vorher wurde auf die rote Flagge gewechselt. Gasly fuhr mit etwa 250 km/h an der Unfallstelle vorbei, wobei er ein Bergungsfahrzeug um einige Meter verfehlte. Der Vorfall erinnerte an den Unfall von Jules Bianchi 2014, ebenfalls in Suzuka. Gasly hat für diese und andere Geschwindigkeitsüberschreitungen eine Zeitstrafe von 20 Sekunden nach dem Rennen bekommen.
Nach mehr als zwei Stunden (und einem abgebrochenen Neustart) wurde die Strecke wieder freigegeben. Alle Fahrzeuge starteten mit Regenreifen, wechselten aber in den folgenden Runden schnell wieder auf Intermediates. Schumacher blieb als einziger bei den Regenreifen, in der Hoffnung auf ein Safety-Car oder einen erneuten Rennabbruch. Gegenüber allen anderen Fahrern auf den schnelleren Intermediates fiel er aber rasch weit zurück und wechselte schließlich auch auf Intermediates. Verstappen setzte sich schnell vom übrigen Teilnehmerfeld ab und führte bis zum Schluss.
Aufgrund der maximalen Gesamtdauer von drei Stunden seit dem ersten Rennstart und dem sich nähernden Sonnenuntergang wurde jetzt nur noch bis zum Ablauf dieser Zeit gefahren, etwas weniger als eine Stunde. Insgesamt absolvierten die Piloten 28 der geplanten 55 Runden. Ocon und Hamilton lieferten sich bis zum Schluss ein knappes Duell um Platz vier, das Ocon für sich entscheiden konnte, ebenso Pérez als Dritter und Leclerc als Zweiter im Feld. Erst in der letzten Schikane des Rennens fuhr Leclerc über die Streckenbegrenzung und kam so knapp vor Pérez und nach Verstappen ins Ziel. Leclerc erhielt dafür jedoch eine Zeitstrafe von fünf Sekunden und wurde so Dritter auf dem Podium. Auch Vettel und Alonso lieferten sich ein Kopf-an-Kopf-Rennen. Alonso wechselte kurz vor Schluss nochmals auf einen frischen Reifensatz und konnte auch wieder auf Vettel aufschließen. Die beiden fuhren fast Seite an Seite über die Ziellinie, Vettel behielt aber die Nase vorne.
Latifi konnte mit Platz 9 seine ersten Punkte der Saison einfahren. Damit hatten alle Stammfahrer der Saison 2022 Punkte in der Weltmeisterschaft.
Direkt nach dem Rennen war dem WM-Führenden, Verstappen, seine Titelverteidigung noch nicht bewusst. Fahrer und Team sind von einer verminderten Punktzahlvergabe auf Grund der geringen Rundenanzahl ausgegangen. Die FIA jedoch vergab in Einklang mit dem Reglement die volle Punktzahl, da das verminderte Punktesystem nur bei einem Rennabbruch ohne Fortsetzung angewendet wird, womit Verstappen Weltmeister wurde.

## Meldeliste
| Team                                  | Nr. | Fahrer           | Chassis                           | Motor                             | Reifen |
| ------------------------------------- | --- | ---------------- | --------------------------------- | --------------------------------- | ------ |
| Oracle Red Bull Racing                | 01  | Max Verstappen   | Red Bull Racing RB18              | Red Bull RBPTH001                 | P      |
| Oracle Red Bull Racing                | 11  | Sergio Pérez     | Red Bull Racing RB18              | Red Bull RBPTH001                 | P      |
| Mercedes-AMG Petronas F1 Team         | 63  | George Russell   | Mercedes-AMG F1 W13 E Performance | Mercedes-AMG F1 M13 E Performance | P      |
| Mercedes-AMG Petronas F1 Team         | 44  | Lewis Hamilton   | Mercedes-AMG F1 W13 E Performance | Mercedes-AMG F1 M13 E Performance | P      |
| Scuderia Ferrari                      | 16  | Charles Leclerc  | Ferrari F1-75                     | Ferrari 066/7                     | P      |
| Scuderia Ferrari                      | 55  | Carlos Sainz jr. | Ferrari F1-75                     | Ferrari 066/7                     | P      |
| McLaren F1 Team                       | 03  | Daniel Ricciardo | McLaren MCL36                     | Mercedes-AMG F1 M13 E Performance | P      |
| McLaren F1 Team                       | 04  | Lando Norris     | McLaren MCL36                     | Mercedes-AMG F1 M13 E Performance | P      |
| BWT Alpine F1 Team                    | 14  | Fernando Alonso  | Alpine A522                       | Renault E-Tech RE22               | P      |
| BWT Alpine F1 Team                    | 31  | Esteban Ocon     | Alpine A522                       | Renault E-Tech RE22               | P      |
| Scuderia AlphaTauri                   | 10  | Pierre Gasly     | AlphaTauri AT03                   | Red Bull RBPTH001                 | P      |
| Scuderia AlphaTauri                   | 22  | Yuki Tsunoda     | AlphaTauri AT03                   | Red Bull RBPTH001                 | P      |
| Aston Martin Aramco Cognizant F1 Team | 18  | Lance Stroll     | Aston Martin AMR22                | Mercedes-AMG F1 M13 E Performance | P      |
| Aston Martin Aramco Cognizant F1 Team | 05  | Sebastian Vettel | Aston Martin AMR22                | Mercedes-AMG F1 M13 E Performance | P      |
| Williams Racing                       | 23  | Alexander Albon  | Williams FW44                     | Mercedes-AMG F1 M13 E Performance | P      |
| Williams Racing                       | 06  | Nicholas Latifi  | Williams FW44                     | Mercedes-AMG F1 M13 E Performance | P      |
| Alfa Romeo F1 Team ORLEN              | 77  | Valtteri Bottas  | Alfa Romeo C42                    | Ferrari 066/7                     | P      |
| Alfa Romeo F1 Team ORLEN              | 24  | Zhou Guanyu      | Alfa Romeo C42                    | Ferrari 066/7                     | P      |
| Haas F1 Team                          | 20  | Kevin Magnussen  | Haas VF-22                        | Ferrari 066/7                     | P      |
| Haas F1 Team                          | 47  | Mick Schumacher  | Haas VF-22                        | Ferrari 066/7                     | P      |

## Klassifikationen

### Qualifying
| Pos. | Fahrer           | Konstrukteur                 | Q1       | Q2       | Q3       | Start |
| ---- | ---------------- | ---------------------------- | -------- | -------- | -------- | ----- |
| 01   | Max Verstappen   | Red Bull Racing-RBPT         | 1:30,224 | 1:30,346 | 1:29,304 | 01    |
| 02   | Charles Leclerc  | Ferrari                      | 1:30,402 | 1:30,486 | 1:29,314 | 02    |
| 03   | Carlos Sainz jr. | Ferrari                      | 1:30,336 | 1:30,444 | 1:29,361 | 03    |
| 04   | Sergio Pérez     | Red Bull Racing-RBPT         | 1:30,622 | 1:29,925 | 1:29,709 | 04    |
| 05   | Esteban Ocon     | Alpine-Renault               | 1:30,696 | 1:30,357 | 1:30,165 | 05    |
| 06   | Lewis Hamilton   | Mercedes                     | 1:30,906 | 1:30,443 | 1:30,261 | 06    |
| 07   | Fernando Alonso  | Alpine-Renault               | 1:30,603 | 1:30,343 | 1:30,322 | 07    |
| 08   | George Russell   | Mercedes                     | 1:30,865 | 1:30,465 | 1:30,389 | 08    |
| 09   | Sebastian Vettel | Aston Martin Aramco-Mercedes | 1:31,256 | 1:30,656 | 1:30,554 | 09    |
| 10   | Lando Norris     | McLaren-Mercedes             | 1:30,881 | 1:30,473 | 1:31,003 | 10    |
| 11   | Daniel Ricciardo | McLaren-Mercedes             | 1:30,880 | 1:30,659 | –        | 11    |
| 12   | Valtteri Bottas  | Alfa Romeo-Ferrari           | 1:31,226 | 1:30,709 | –        | 12    |
| 13   | Yuki Tsunoda     | AlphaTauri-RBPT              | 1:31,130 | 1:30,808 | –        | 13    |
| 14   | Zhou Guanyu      | Alfa Romeo-Ferrari           | 1:30,894 | 1:30,953 | –        | 14    |
| 15   | Mick Schumacher  | Haas-Ferrari                 | 1:31,152 | 1:31,439 | –        | 15    |
| 16   | Alexander Albon  | Williams-Mercedes            | 1:31,311 | –        | –        | 16    |
| 17   | Pierre Gasly     | AlphaTauri-RBPT              | 1:31,322 | –        | –        | 20    |
| 18   | Kevin Magnussen  | Haas-Ferrari                 | 1:31,352 | –        | –        | 17    |
| 19   | Lance Stroll     | Aston Martin Aramco-Mercedes | 1:31,419 | –        | –        | 18    |
| 20   | Nicholas Latifi  | Williams-Mercedes            | 1:31,511 | –        | –        | 19    |

Anmerkungen
1. ↑  Gasly erhielt eine Startplatzstrafe von zehn Plätzen aufgrund einer Set-Up-Änderung als er unter Parc-fermé-Bedingungen stand.
2. ↑  Latifi erhielt aufgrund einer Kollision mit einem Gegner beim Großen Preis von Singapur eine Startplatzstrafe von fünf Plätzen.

### Rennen
| Pos. | Fahrer           | Konstrukteur                 | Runden | Stopps | Zeit        | Start | Schnellste Runde |
| ---- | ---------------- | ---------------------------- | ------ | ------ | ----------- | ----- | ---------------- |
| 01   | Max Verstappen   | Red Bull Racing-RBPT         | 28     | 2      | 3:01:44,004 | 01    | 1:44,911 (10.)   |
| 02   | Sergio Pérez     | Red Bull Racing-RBPT         | 28     | 2      | + 27,066    | 04    | 1:46,120 (11.)   |
| 03   | Charles Leclerc  | Ferrari                      | 28     | 2      | + 31,763    | 02    | 1:44,489 (10.)   |
| 04   | Esteban Ocon     | Alpine-Renault               | 28     | 2      | + 39,685    | 05    | 1:46,559 (11.)   |
| 05   | Lewis Hamilton   | Mercedes                     | 28     | 2      | + 40,326    | 06    | 1:45,530 (11.)   |
| 06   | Sebastian Vettel | Aston Martin Aramco-Mercedes | 28     | 2      | + 46,358    | 09    | 1:46,964 (13.)   |
| 07   | Fernando Alonso  | Alpine-Renault               | 28     | 3      | + 46,369    | 07    | 1:44,412 (25.)   |
| 08   | George Russell   | Mercedes                     | 28     | 2      | + 47,661    | 08    | 1:47,004 (21.)   |
| 09   | Nicholas Latifi  | Williams-Mercedes            | 28     | 2      | + 1:10,143  | 19    | 1:48,371 (12.)   |
| 10   | Lando Norris     | McLaren-Mercedes             | 28     | 2      | + 1:10,782  | 10    | 1:48,175 (08.)   |
| 11   | Daniel Ricciardo | McLaren-Mercedes             | 28     | 2      | + 1:12,877  | 11    | 1:47,843 (11.)   |
| 12   | Lance Stroll     | Aston Martin Aramco-Mercedes | 28     | 3      | + 1:13,904  | 18    | 1:45,205 (21.)   |
| 13   | Yuki Tsunoda     | AlphaTauri-RBPT              | 28     | 3      | + 1:15,599  | 13    | 1:45,893 (22.)   |
| 14   | Kevin Magnussen  | Haas-Ferrari                 | 28     | 2      | + 1:26,016  | 17    | 1:48,072 (10.)   |
| 15   | Valtteri Bottas  | Alfa Romeo-Ferrari           | 28     | 2      | + 1:26,496  | 12    | 1:47,820 (11.)   |
| 16   | Zhou Guanyu      | Alfa Romeo-Ferrari           | 28     | 3      | + 1:27,043  | 14    | 1:44,411 (20.)   |
| 17   | Mick Schumacher  | Haas-Ferrari                 | 28     | 2      | + 1:32,523  | 15    | 1:46,545 (13.)   |
| 18   | Pierre Gasly     | AlphaTauri-RBPT              | 28     | 4      | + 1:48,091  | Box   | 1:45,387 (22.)   |
| –    | Carlos Sainz jr. | Ferrari                      | 0      | 0      | DNF         | 03    | –                |
| –    | Alexander Albon  | Williams-Mercedes            | 0      | 0      | DNF         | 16    | –                |

Anmerkungen
1. ↑  Leclerc erhielt eine Zeitstrafe von fünf Sekunden, da er sich durch Verlassen der Strecke einen Vorteil verschaffte.
2. ↑  Gasly erhielt eine Zeitstrafe von 20 Sekunden für Geschwindigkeitsüberschreitungen während der Safety-Car-Phase.

## WM-Stände nach dem Rennen
Die ersten zehn des Rennens bekamen 25, 18, 15, 12, 10, 8, 6, 4, 2 bzw. 1 Punkt(e). Der Punkt für die schnellste Rennrunde wurde nicht vergeben, da der Fahrer nicht unter den ersten Zehn landete.

### Fahrerwertung
| Pos. | Fahrer           | Konstrukteur                 | Punkte |
| ---- | ---------------- | ---------------------------- | ------ |
| 01   | Max Verstappen   | Red Bull Racing-RBPT         | 366    |
| 02   | Sergio Pérez     | Red Bull Racing-RBPT         | 253    |
| 03   | Charles Leclerc  | Ferrari                      | 252    |
| 04   | George Russell   | Mercedes                     | 207    |
| 05   | Carlos Sainz jr. | Ferrari                      | 202    |
| 06   | Lewis Hamilton   | Mercedes                     | 180    |
| 07   | Lando Norris     | McLaren-Mercedes             | 101    |
| 08   | Esteban Ocon     | Alpine-Renault               | 78     |
| 09   | Fernando Alonso  | Alpine-Renault               | 65     |
| 10   | Valtteri Bottas  | Alfa Romeo-Ferrari           | 46     |
| 11   | Sebastian Vettel | Aston Martin Aramco-Mercedes | 32     |

| Pos. | Fahrer           | Konstrukteur                 | Punkte |
| ---- | ---------------- | ---------------------------- | ------ |
| 12   | Daniel Ricciardo | McLaren-Mercedes             | 29     |
| 13   | Pierre Gasly     | AlphaTauri-RBPT              | 23     |
| 14   | Kevin Magnussen  | Haas-Ferrari                 | 22     |
| 15   | Lance Stroll     | Aston Martin Aramco-Mercedes | 13     |
| 16   | Mick Schumacher  | Haas-Ferrari                 | 12     |
| 17   | Yuki Tsunoda     | AlphaTauri-RBPT              | 11     |
| 18   | Zhou Guanyu      | Alfa Romeo-Ferrari           | 6      |
| 19   | Alexander Albon  | Williams-Mercedes            | 4      |
| 20   | Nicholas Latifi  | Williams-Mercedes            | 2      |
| 21   | Nyck de Vries    | Williams-Mercedes            | 2      |
| 22   | Nico Hülkenberg  | Aston Martin Aramco-Mercedes | 0      |

### Konstrukteurswertung
| Pos. | Konstrukteur         | Punkte |
| ---- | -------------------- | ------ |
| 01   | Red Bull Racing-RBPT | 619    |
| 02   | Ferrari              | 454    |
| 03   | Mercedes             | 387    |
| 04   | Alpine-Renault       | 143    |
| 05   | McLaren-Mercedes     | 130    |

| Pos. | Konstrukteur                 | Punkte |
| ---- | ---------------------------- | ------ |
| 06   | Alfa Romeo-Ferrari           | 52     |
| 07   | Aston Martin Aramco-Mercedes | 45     |
| 08   | Haas-Ferrari                 | 34     |
| 09   | AlphaTauri-RBPT              | 34     |
| 10   | Williams-Mercedes            | 8      |